# La Torreta (la Roca del Vallès)
La Torreta és un dels barris en què es divideix el municipi de La Roca del Vallès. Tenia 2570 habitants el 2005. El barri té una ubicació peculiar, ja que està allunyat del centre urbà principal de La Roca uns dos quilòmetres, però en canvi està enganxat al nucli urbà de Granollers, en concret amb el barri de la Font Verda amb el que comparteix carrers limítrofs com el de Venezuela. També es troba enganxat al tanatori municipal de Granollers i als polígons industrials El Nord de Granollers i el Ramassar de Les Franqueses del Vallès. En 2004 s'hi va inaugurar un centre cultural i des de 2012 gaudeix de centre escolar propi.